# Hodonín (okres Chrudim)
Obec Hodonín se nachází 13 km jižně od Chrudimi a 1,5 km jihozápadně od Nasavrk v okrese Chrudim, kraj Pardubický. Žije zde 80 obyvatel.

## Historie
První písemná zmínka o obci pochází z roku 1329.

## Pamětihodnosti
- křížek v lese u křižovatky na Nasavrky je chráněn jako kulturní památka České republiky